# 許京寧
許京寧（1947年7月13日—），出生於慶尚南道密陽郡，韓國政治人物、常年候選人。他代表經濟共和黨（경제공화당）參加2007年大韓民國總統選舉，並未當選。他也曾在1997年大韓民國總統選舉代表民主共和党參選，也沒有當選。他在2007年大韓民國總統選舉的候選人中，是納稅額最少的一位，繳了20萬韓幣，另外還有1億1319萬韓幣的稅款未繳。2007年總統選舉，他只得到0.4%的得票率，排行第7。
他畢業於東國大學行政研究生院。

## 言論與政見
許京寧的特殊言論常使他成為新聞的焦點。
他標榜「天才政治」，自稱「IQ430」，這是他在中學的時候測出的結果，而大學時則測出450。不過目前金氏世界紀錄所認定的世界最高IQ者是IQ228的瑪麗蓮·沃斯·莎凡特。
他宣稱曾經與朴槿惠交往，於其父朴正熙在1979年遭刺殺前，曾論及婚嫁，並在2001年時一起前往美國會見布希。不過這樣的言論遭到朴槿惠否認，並對許京寧提告。他也在官方競選文宣上說，如果當選將與朴槿惠在青瓦台舉行婚禮。
他其他特別的政見包括將位在紐約市的聯合國總部遷到板門店、廢止國立大學全部改為私營、國會議員減為100名、分娩津貼三千萬韓元與結婚津貼1億韓元等等政見。在2002年時更曾提過「不孝子女處以死刑」的政見。

## 選舉履歷
| 年度   | 選舉              | 職位         | 選區                             | 政黨             | 得票數  | 得票率 | 順位          | 當選 |
| ------ | ----------------- | ------------ | -------------------------------- | ---------------- | ------- | ------ | ------------- | ---- |
| 1991年 | 第1屆地方議會選舉 | 基礎議員     | 首爾特別市恩平區議會（葛峴1洞）  | 無黨籍           | 1,565   | 21.1%  | 3             |      |
| 1991年 | 第1屆地方議會選舉 | 廣域議員     | 首爾特別市議會（恩平區第一選區） | 民眾黨           | 2,451   | 8.5%   | 4             |      |
| 1997年 | 第15屆總統選舉    | 總統         | 不適用                           | 共和黨           | 39,055  | 0.15%  | 7             |      |
| 2004年 | 第17屆國會選舉    | 國會議員     | 比例代表                         | 民主共和黨       | 24,360  | 0.11%  | 比例代表第1名 |      |
| 2007年 | 第17屆總統選舉    | 總統         | 不適用                           | 經濟共和黨       | 96,756  | 0.4%   | 7             |      |
| 2020年 | 第21屆國會選舉    | 國會議員     | 比例代表                         | 國家革命配當金黨 | 200,657 | 0.71%  | 比例代表第2名 |      |
| 2021年 | 補選              | 首爾特別市長 | 不適用                           | 國家革命黨       | 52,107  | 1.07%  | 3             |      |
| 2022年 | 第20屆總統選舉    | 總統         | 不適用                           | 國家革命黨       | 281,481 | 0.83%  | 4             |      |

## 外部連結
- 經濟共和黨的官方網站 （页面存档备份，存于）
- 2007年大韓民國總統選舉政見發表 （页面存档备份，存于）